# Zależnościowy model przywództwa Fiedlera
Zależnościowy model przywództwa (również „zależnościowa teoria przywództwa” – ang. contingency theory of leadership) – teoria przywództwa opracowana przez Freda Fiedlera. Nie koncentrował się on na osobie przywódcy, ale na czynnikach, które wpływają na model kierowania.
Teoria ta zakłada że przywództwo jest z natury uwarunkowane sytuacją, wobec czego lider, który zamierza dokonać mądrego wyboru zachowania przywódczego powinien koncentrować się na zmiennych sytuacyjnych.
Według Fiedlera wybór stylu kierowania zależy od takich czynników jak:
1. relacje przywódcy z grupą
2. rodzaj zadania
3. poziom władzy